# 박준영 (작곡가)
박준영은 대한민국의 작곡가 및 작사가이다. 